# Kosta Milovanović
Kosta Milovanović, srbski general, konstruktor in vojaški zgodovinar, * 8. junij 1847, † 6. maj 1905.

## Življenjepis
Končal je Artilerijsko šolo v Kragujevcu in Kraljevo artilerijsko-inženirsko šolo v Berlinu. Sodeloval je v dveh srbsko-turških vojnah.
Najbolj je poznan po puški Mauser-Kokina M1880; Milovanović je predelal in izboljšal nemško Mauser M1880. Izdelali so 100.000 izboljšanih pušk za srbsko vojsko.